# Georg Meyer
Georg Meyer, též Jerzy Maier, byl rakouský politik německé národnosti z Haliče, během revolučního roku 1848 poslanec Říšského sněmu.

## Biografie
Roku 1849 se uvádí jako Georg Meyer, měšťan v Horodoku.
Během revolučního roku 1848 se zapojil do veřejného dění. Ve volbách roku 1848 byl zvolen i na ústavodárný Říšský sněm. Zastupoval volební obvod Horodok. Tehdy se uváděl coby měšťan. Náležel ke sněmovní levici. Byl jedním z pěti poslanců německé národnosti zvolených v Haliči. Jeho volba do parlamentu byla zpočátku provázena kontroverzí okolo platnosti volby Josyfa Savky, který původně měl být zvoleným poslancem, ale jeho mandát nebyl nakonec potvrzen.